# Salamina (mitología)

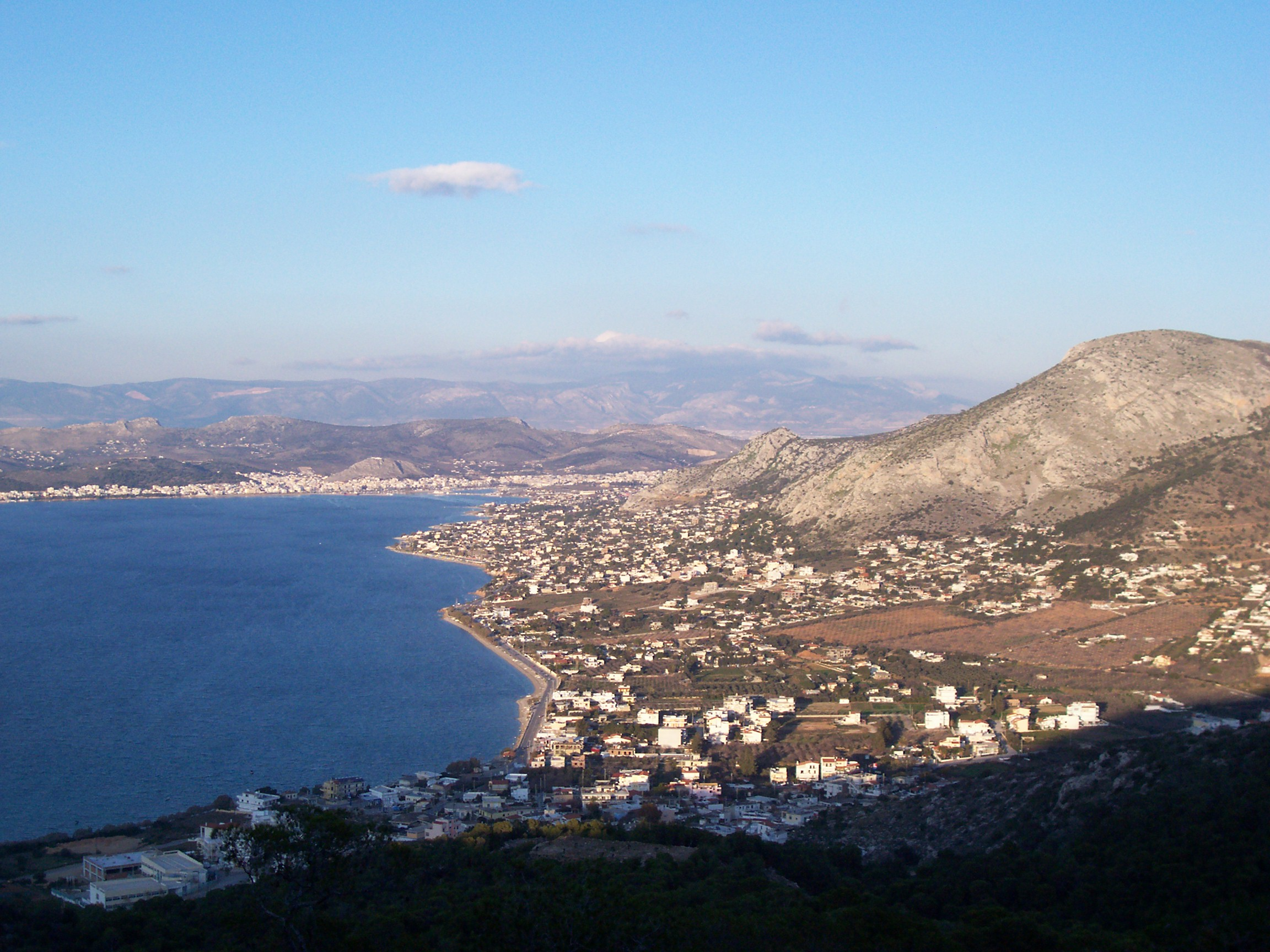
Vista de Salamina en Grecia

En la mitología griega, Salamina o Salamis (en griego Σαλαμίς, Σαλαμίνα) era una ninfa náyade, hija del dios fluvial Asopo, quien se había establecido en Fliunte. Su madre era Metope, la hija de otro dios fluvial, el Ladón. Salamina había dado a su nombre a la isla homónima, ubicada en el mar Egeo. Ésta se encuentra en el golfo Sarónico, frente a Eleusis y se extiende hasta Megáride. Se dice que Poseidón se había encaprichado de Salamina y la transportó hasta la isla. Allí, Salamina dio a luz a Cicreo o Cencreo, el hijo que tuvo con el dios del mar y que cuando llegó a adulto llegó a ser rey de la citada isla, a la que bautizó con el nombre de su madre.En una versión minoritaria Salamina fue la madre de un tal Saracón o Saraconte por obra de Zeus.